# Gongylidioides
Gongylidioides es un género de arañas araneomorfas de la familia Linyphiidae. Se encuentra en el Este de Asia, cercana Rusia, Sur de Asia y Vietnam.

## Lista de especies
Según The World Spider Catalog 12.0:
- Gongylidioides acmodontus Tu & Li, 2006
- Gongylidioides angustus Tu & Li, 2006
- Gongylidioides communis Saito & Ono, 2001
- Gongylidioides cucullatus Oi, 1960
- Gongylidioides diellipticus Song & Li, 2008
- Gongylidioides foratus (Ma & Zhu, 1990)
- Gongylidioides galeritus Saito & Ono, 2001
- Gongylidioides griseolineatus (Schenkel, 1936)
- Gongylidioides kaihotsui Saito & Ono, 2001
- Gongylidioides keralaensis Tanasevitch, 2011
- Gongylidioides kouqianensis Tu & Li, 2006
- Gongylidioides monocornis Saito & Ono, 2001
- Gongylidioides onoi Tazoe, 1994
- Gongylidioides pectinatus Tanasevitch, 2011
- Gongylidioides rimatus (Ma & Zhu, 1990)
- Gongylidioides ussuricus Eskov, 1992